# Плезант Лејк (Минесота)
Плезант Лејк (енгл. Pleasant Lake) град је у америчкој савезној држави Минесота.

## Демографија
По попису из 2000. године број становника је 504.
| Група             | 2000.       | 2010.    |
| Белци             | 490 (97,2%) | 0 (0,0%) |
| Афроамериканци    | 4 (0,8%)    | 0 (0,0%) |
| Азијати           | 2 (0,4%)    | 0 (0,0%) |
| Хиспаноамериканци | 2 (0,4%)    | 0 (0,0%) |
| Укупно            | 504         | 0        |